# Leonurus panzerioides
Leonurus panzerioides là một loài thực vật có hoa trong họ Hoa môi. Loài này được Popov mô tả khoa học đầu tiên năm 1954.